# Halo Infinite
Halo Infinite é um jogo eletrônico de tiro em primeira pessoa desenvolvido pela 343 Industries e publicado pela Xbox Game Studios. Foi lançado em 8 de dezembro de 2021 para Microsoft Windows, Xbox One e Xbox Series X/S. É o sexto título principal da franquia Halo e continua a história de Master Chief como o terceiro capítulo da saga Reclaimer, seguindo Halo 5: Guardians. Diferente dos capítulos anteriores na série, a parte multijogador do jogo é gratuita para jogar.
Infinite foi planejado para ser lançado como o título de lançamento do Xbox Series X/S em 10 de novembro de 2020, mas foi adiado em agosto de 2020. A parte multijogador de Infinite esteve em beta aberto desde 15 de novembro de 2021, que foi para comemorar o 20º aniversário da franquia e o do Xbox.

## Sinopse
De acordo com a Microsoft, Master Chief retorna em Halo Infinite com "sua maior aventura até agora para salvar a humanidade". O enredo de Halo Infinite será "muito mais humano", com o Master Chief desempenhando um papel mais central do que em Halo 5: Guardians. O trailer da E3 2018 indicou que a história se passará no anel Halo ("Zeta halo", ou Instalação 07), com Chief recebendo sua nova armadura MJOLNIR GEN3, com o design dela retornando ao visto em Halo 2 e Halo 3, bem como uma mistura com o design visto das armaduras em Halo Legends e Halo 4: Forward Unto Dawn. Os Banidos, um violento grupo de mercenários que se separou da antiga aliança alienígena Covenant, são mostrados como inimigos.

## Desenvolvimento
Halo Infinite foi desenvolvido pela 343 Industries com a assistência da SkyBox Labs, Sperasoft, The Coalition e Certain Affinity. Ele utiliza a nova Slipspace Engine. A história entrou em estágios de planejamento em 2015. Um trailer foi lançado em 10 de junho de 2018. A desenvolvedora disse que todas as cenas no trailer de Halo Infinite estavam rodando no motor. Halo Infinite conta com o recurso de tela dividida novamente, em resposta à reação de sua remoção no jogo anterior. Ele também teve um beta antes de seu lançamento, descrito como um programa insider flight.
Embora inicialmente implicado como exclusivo do console, o diretor de desenvolvimento da franquia, Frank O'Connor, declarou em agosto de 2019 que Infinite estava sendo desenvolvido como um título do Xbox One e que eles estavam "construindo o jogo para que pareça fantástico" na plataforma, mas sugeriu que ele teria aprimoramentos quando jogado no Xbox Series X. Em janeiro de 2020, o cabeça do Xbox Game Studios, Matt Booty, confirmou adicionalmente que o estúdio não tinha planos imediatos de exclusivos para o Xbox Series X no lançamento, preferindo acabar gradualmente a compatibilidade com o hardware mais antigo em um período de longo prazo semelhante aos PCs. O desenvolvimento foi afetado pela pandemia de COVID-19, forçando os desenvolvedores a trabalhar de casa.
Após o Xbox Games Showcase em 23 de julho de 2020, o cabeça de estúdio da 343, Chris Lee, afirmou que uma versão beta pública seria improvável devido ao impacto da pandemia em curso, apesar da Microsoft afirmar na E3 2018 que haveria um beta público antes do lançamento.
Em 31 de julho, foi anunciado que a parte multijogador seria lançada como um jogo gratuito para jogar. Em 11 de agosto de 2020, foi anunciado que o jogo foi adiado até 2021 devido à pandemia de COVID-19 em andamento, afetando o desenvolvimento.
Em 27 de agosto de 2020, depois que Jason Schreier, da Bloomberg News, inicialmente divulgou a história, a 343 Industries anunciou que Joseph Staten, o ex-escritor principal e diretor de cinemáticas da série Halo na Bungie, juntou-se à equipe como líder do projeto de campanha de Halo Infinite. Em 28 de outubro de 2020, foi relatado pela Bloomberg News que Chris Lee, o diretor do jogo, havia oficialmente se afastado do projeto.
Em 20 de agosto, Staten anunciou que a campanha seria lançada sem suporte a modo cooperativo, que seria adicionado cerca de 3 meses depois do lançamento, ele também confirmou que o modo Forja seria adiado para 6 meses após o lançamento. Staten também explicou que mais trailers de gameplay seriam mostrados, próximo do lançamento do jogo, pois a equipe da 343 Industries estaria focada em corrigir bugs do jogo no momento. Em 25 de agosto de 2021, durante a Opening Night Live da gamescom 2021, foi anunciado que a campanha e a primeira temporada do modo multijogador gratuito de Halo Infinite seriam lançadas juntas em 8 de dezembro de 2021.

### Música
A música de Infinite é uma colaboração entre Gareth Coker, Curtis Schweitzer, Joel Corelitz e Alex Bhore, supervisionada pelo Supervisor Musical da 343 Industries, Joel Yarger. Com Alex Bhore sendo reponsável pelas composições usadas na parte multijogador de Halo Infinite.

## Marketing
Em 7 de maio de 2020, como substituto para a E3 2020 cancelada, a Microsoft anunciou que iria revelar as primeiras imagens de jogo de Halo Infinite via transmissão ao vivo para o público em 23 de julho de 2020, entre outros jogos de seus estúdios first-party para o Xbox. Em 24 de junho de 2020, o canal oficial de Halo no YouTube estreou um pequeno vídeo intitulado "SIGNAL DETECTED. TAG DESIGNATION: FOE", que apresentou um clipe de áudio de um personagem anônimo que representa os Banidos, uma facção introduzida em Halo Wars 2. Especula-se que este vídeo seja de fato um teaser de Halo Infinite e revela que os Banidos serão apresentados como uma força inimiga com a qual o jogador deverá lutar.

## Recepção

### Pré-lançamento
Após a revelação da jogabilidade de Halo Infinite em 23 de julho de 2020, as publicações e o público expressaram desapontamento com o padrão de gráficos e performance do jogo. A Eurogamer escreveu que "Halo Infinite se parece com a versão de árvores de plástico falsas de Halo, como um jogo eletrônico projetado com Mega Bloks em mente. Ele brota em todos os lugares errados. [...] Não parece estar com os pés no chão. Não parece que tem profundidade. Parece, bem, ao nível da superfície, suave e desinteressante." Aaron Greenberg, gerente geral de marketing do Xbox, respondeu às preocupações em uma entrevista ao Inside Gaming, dizendo: "Escute, estamos no meio de uma pandemia global. É julho, estamos longe do [lançamento] no feriado, você está vendo um jogo em andamento." Ele afirmou ainda que a versão final do jogo seria uma "vitrine visual". A 343 Industries mais tarde esboçou que o jogo iria receber uma atualização gratuita de ray tracing pós lançamento. O diretor de experiência narrativa da 343 Industries, Dan Chosich, tweetou: "Quero que você saiba que sua voz é importante + é ouvida [...] Sempre quero viver de acordo com o legado que a Bungie foi pioneira. Pessoalmente, me preocupo muito em honrar isso." Uma captura de tela da jogabilidade mostrando um dos Brutes inimigos com uma face inexpressiva, que recebeu o apelido de "Craig" pelos comentaristas da internet, se tornou um meme, com o diretor da comunidade da 343 Industries abraçando isso.
No dia 25 de outubro de 2021, foi revelado pela desenvolvedora um novo vídeo de cerca de 6 minutos mostrando novos detalhes sobre a campanha. São destacados uma árvore de habilidades e upgrade, um mapa mostrando áreas para explorar, algumas novas mecânicas e acampamentos dos Banished. A melhoria gráfica, prometida pela 343, é notável. As texturas estão melhores, iluminação mais perceptível, sombras e reflexos detalhados.

### Recepção crítica
Halo Infinite recebeu "críticas geralmente favoráveis" dos críticos, de acordo com o agregador de notas Metacritic.

### Elogios
| Data                  | Premiação            | Categoria         | Resultado | Ref.   |
| --------------------- | -------------------- | ----------------- | --------- | ------ |
| 9 de dezembro de 2021 | The Game Awards 2021 | Voz dos Jogadores | Venceu    | [ 69 ] |